# Raquel Valença
Raquel Teixeira Valença, por vezes também grafada Rachel Teixeira Valença (Rio de Janeiro, 18 de junho de 1944), é uma professora, pesquisadora, escritora e ritmista brasileira.
É conhecida como uma das maiores especialistas em Carnaval vivas.

## Biografia
Atuou como professora de Língua Portuguesa, de 1967 até o ano de 1970, ano este em que escreveu um caderno sobre a matéria, pela Fundação Educacional do Distrito Federal, em parceria com diversos colegas. Em 1972, passou a atuar na escola de samba Império Serrano, mesmo ano em que foi co-editora do Dicionário Ilustrado da Academia, pela Editora Bloch.
Em 1981, foi autora do famoso livro Serra, Serrinha, Serrano: o Império do Samba, escrito em parceria com Suetônio Valença, sobre o Império Serrano. Raquel foi vice-presidente da escola, entre 2006 e 2010. Desde 2011, integra a velha guarda do Império Serrano.